# Christian Brachthäuser
Christian Brachthäuser (* 20. Januar 1975 in Siegen) ist ein deutscher Bibliothekar und Sachbuchautor.

## Leben
Brachthäuser wurde als erstes Kind des Sportlehrers Gerd Brachthäuser und seiner Frau Sigrid, geb. Hoffmann, geboren und absolvierte in seiner Heimatstadt die Schullaufbahn. Seit Beginn der 2000er Jahre setzt er sich kritisch mit dem UFO-Phänomen und der Paläo-SETI-Hypothese auseinander. Seit Mitte der 2010er Jahre beschäftigt er sich verstärkt mit Burgenforschung, Adelsgeschichte und im Besonderen mit der nassauischen Landeshistorie. Im Vordergrund seiner Recherchen stehen dabei die engen dynastischen Beziehungen des Fürstentums Oranien-Nassau zu den Königshäusern in den Niederlanden und in Belgien. Brachthäuser ist Mitarbeiter des Stadtarchivs Siegen, wo er die Wissenschaftliche Bibliothek zur Regionalgeschichte betreut.

## Mitgliedschaften
- Forschungsgesellschaft für Archäologie, Astronautik und SETI (AAS)
- Gesellschaft zur Erforschung des UFO-Phänomens e.V. (GEP)

## Werke
- Im Schatten der UFOs: auf der Suche nach dem Ursprung eines Phänomens, AMUN-Verlag Schleusingen 2000, ISBN 3-935095-11-2.
- Geheimnisvolle Grauzone: UFO-Entführungen: Illusion oder Realität? eine kritische Analyse des Abduktionsphänomens, Selbstverlag Siegen 2001, ISBN 3-8311-2669-0.
- Feuerteller von den Sternen. Mythen der Native Americans aus Sicht der Paläo-SETI-Hypothese, Bohmeier Verlag Leipzig 2003, ISBN 978-3-89094-392-3.
- Palmen, Petroglyphen & Pyramidengräber: auf der Suche nach einer verschollenen Hochkultur in der Sahara, Groß-Gerau: Ancient Mail Verlag 2004, ISBN 3-935910-17-7.
- Im Reiche des Poseidon: Spuren einer versunkenen Zivilisation in Westafrika?; die Atlantis-Hypothese des Ethnologen Leo Frobenius (1873 - 1938), mg-Verlag Plaidt, ISBN 3-931164-78-0.
- Spuren im Sandmeer, Ancient Mail-Verlag 2006, ISBN 3-935910-32-0.
- Eine grenzenlos einsame Seele: H. P. Lovecraft – Leben und Werk, Groß Gerau: Ancient Mail Verlag 2006, ISBN 3-935910-30-4.
- Die Römer im Allgäu: auf Spurensuche jenseits des raetischen Limes, Groß-Gerau: Ancient Mail Verlag 2006, ISBN 3-935910-28-2.
- (Hrsg.): Zum inneren Frieden / Leonhard Philipp Gläser. Neuauflage der Ausgabe Siegen 1857, Groß-Gerau: Ancient Mail Verlag 2008, ISBN 978-3-935910-60-6.
- Festlich war das Bild der Eintracht: Leonhard Philipp Gläser (1797 - 1875); Leben und Werk des Siegener Sozialreformers, Groß-Gerau: Ancient Mail Verlag 2008, ISBN 978-3-935910-58-3.
- Nassau, Brabant und Burgund: ein Beitrag zur Geschichte der historischen Beziehungen zwischen dem Siegerland und den Niederlanden im 15. und 16. Jahrhundert unter Johann IV. Graf zu Nassau, Vianden und Diez, Herr zu Lek und Breda (1410 - 1475) und seiner Familie; mit einem Exkurs zur Genealogie der Seitenlinie Nassau-Merwede und ihrem Wirkungskreis in Waalwijk, Groß-Gerau: Ancient Mail Verlag 2009, ISBN 978-3-935910-65-1.
- Oranien, Preußen, Neuenburg : Nassau-Siegen und der Erbschaftsstreit um das Fürstentum Neuchâtel, Groß-Gerau: Ancient Mail Verlag 2010, ISBN 978-3-935910-78-1.
- Le Prince Regent d’Orange : Wilhelm Hyazinth Fürst zu Oranien und Nassau-Siegen (1667 - 1743), Groß-Gerau: Ancient Mail Verlag  2010, ISBN 978-3-935910-75-0.
- Landesherrschaft und Klosterleben: das Fürstenhaus Nassau und seine Beziehung zur schwäbischen Reichsgrafschaft Königsegg; Stationen der Adelskultur zwischen Spanischen Niederlanden, Rheinland, Westerwald, Siegerland und Allgäu, Groß-Gerau: Ancient Mail Verlag 2011, ISBN 978-3-935910-91-0.
- Mahlscheid & Hohenseelbachskopf: zwischen Archäologie, Ritterburg, Bergbau und Basaltbruch; die Geschichte eines Naturdenkmals zwischen Siegerland und Westerwald, Groß-Gerau: Ancient Mail Verlag 2012, ISBN 978-3-943565-93-5.
- Principatus Nassoviae: Die Erhebung der Grafen von Nassau in den Fürstenstand des Heiligen Römischen Reiches, Groß-Gerau: Ancient Mail Verlag 2014, ISBN 978-3-95652-077-8.
- Marspyramiden und Mondruinen : Edmond Hamilton (1904-1977), H.P. Lovecraft (1890-1937) und Clark Ashton Smith (1893-1961): vergessene Pioniere der Paläo-SETI-Hypothese, Groß-Gerau: Ancient Mail Verlag 2015, ISBN 978-3-95652-131-7.
- „Wie sich ein Fürst zum Krieg soll rüsten“: die älteste Militärakademie der Welt: die Gründung der Ritter- und Kriegsschule in Siegen im Jahr 1616 unter Johann VII. Graf zu Nassau-Siegen, Groß-Gerau: Ancient Mail Verlag 2016, ISBN 978-3-95652-184-3.
- Die Lust auf den Tod: Pessimismus und Suizid in der antiken Philosophie, Groß-Gerau: Ancient Mail Verlag 2016, ISBN 978-3-95652-163-8.
- Inventarium dero Closterbücher so zu Siegen. Buchkultur und Spiritualität der Franziskaner am Beispiel einer spätmittelalterlichen Klosterbibliothek in der Grafschaft Nassau. Groß-Gerau: Ancient Mail Verlag 2019, ISBN 978-3-95652-271-0.